# Frontière entre le Cambodge et la Thaïlande
La frontière entre le Cambodge et la Thaïlande découle dans sa majeure partie des accords franco-siamois de 1907.
Depuis les années 2000, le principal litige porte sur le temple de Preah Vihear et ses abords immédiats.

## Historique

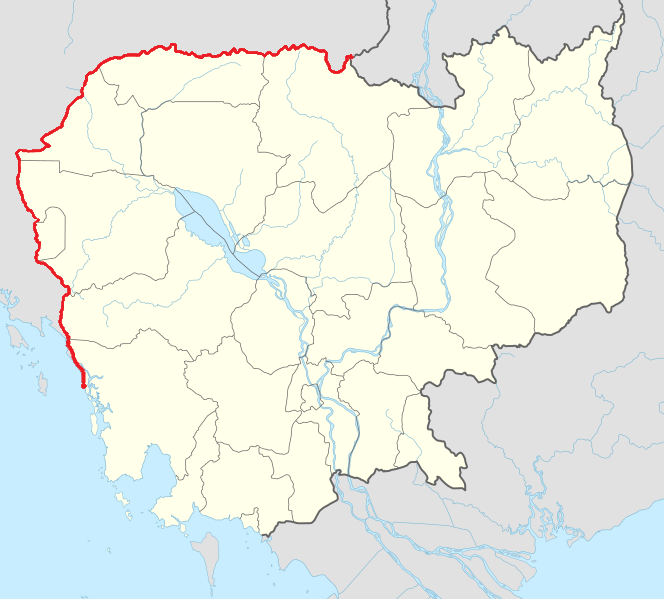
Tracé de la frontière entre le Cambodge et la Thaïlande.

Jusqu’à la fin du XIXe siècle, les deux pays n’avaient pas de frontières fixes. Ils s’étendaient aux territoires sur lesquels vivaient des personnes qui payaient tribut aux souverains de l’État en question. Ce seront les Français, en prenant possession du Cambodge qui imposent l’idée de délimiter les régions où s’exercent la domination de chacun.
En 1867, un traité franco-thaï est signé par lequel le Siam reconnait le protectorat français sur le Cambodge en échange de la pleine souveraineté sur les provinces de Battambang, Siem Reap, Banteay Mean Chey et Otdar Mean Cheay. Le roi Norodom, de son côté, désapprouve avec véhémence cette cession et affirme qu'il refuse d'adhérer « à un traité fait en mon nom sans ma participation et réserve pour moi et mes descendants tous mes droits sur ces provinces ». Jusqu'à sa mort, il ne manquera aucune occasion pour réclamer la restitution de ce territoire alors qu'en 1900, lors d'un voyage en France, son fils Yukanthor présente Battambang et Angkor comme l'« Alsace-Lorraine cambodgienne ».
Cette concession à un gouvernement de Bangkok en position de faiblesse peut surprendre, mais est motivée par deux éléments principaux. Le premier est que les Français veulent avant tout consolider leurs positions le long du Mékong dont ils espèrent encore faire une voie navigable jusqu'au cœur de la Chine et ne désirent pas s'embarrasser d'un nouveau foyer de troubles potentiels à pacifier. Le second est lié à l'habileté des négociateurs siamois qui, devant les difficultés des tractations au niveau local, décident d'envoyer une délégation à Paris pour traiter directement avec le Quai d'Orsay, peu au fait des subtilités régionales et peuvent obtenir Battambang et Angkor en échange de l'abandon de secteurs dont ils avaient déjà été militairement dépossédés.
Mais, la perte de ces provinces est remise en cause, notamment en 1903 où, lors de la visite en France du roi Rama V, il est proposé de mettre en place un comité mixte chargé de régler de manière définitive les problèmes frontaliers. 
À la suite de la signature du traité franco-siamois du 13 février 1904, la commission est créée et officiellement chargée de délimiter la frontière entre les deux états. Il est convenu par les deux gouvernements que la rédaction des cartes sera confiée à la France, le Siam ne disposant pas alors des moyens techniques suffisant pour le faire. Elle est dirigée du côté français par le commandant Fernand Bernard, qui prétextant l'incohérence du tracé prévu, rattache au protectorat des régions quasi exclusivement peuplées de Thaï pour demander d'échanger ce qui va devenir l'ouest du royaume khmer contre les régions de Trat et Dan Sai (actuellement dans la province thaïlandaise de Loei). Le traité du 23 mars 1907 entérine ce changement et valide le retour au Cambodge des provinces de Battambang, Siem Reap et Sisophon. D'autre part, au nord du Cambodge, alors que les deux parties avaient convenues de suivre la ligne de crête des monts Dângrêk, le tracé fait une petite déviation au niveau du temple de Preah Vihear pour laisser ce dernier du côté cambodgien, créant une sorte d’enclave qui va devenir plus tard source de troubles.
Deux nouveaux traités franco-siamois viennent compléter les accords en 1927 et 1937, mais un fort ressentiment se développe à Bangkok à l’encontre de la France et des frontières qu’elle a imposées et qui sont donc considérées comme illégales. Cette acrimonie qui perdurera jusqu’à nos jours fera de la Thaïlande un refuge pour les groupes rebelles khmers de tous bords (Issarak, Serei, rouges…) opposés aux régimes qui vont se succéder à Phnom Penh.

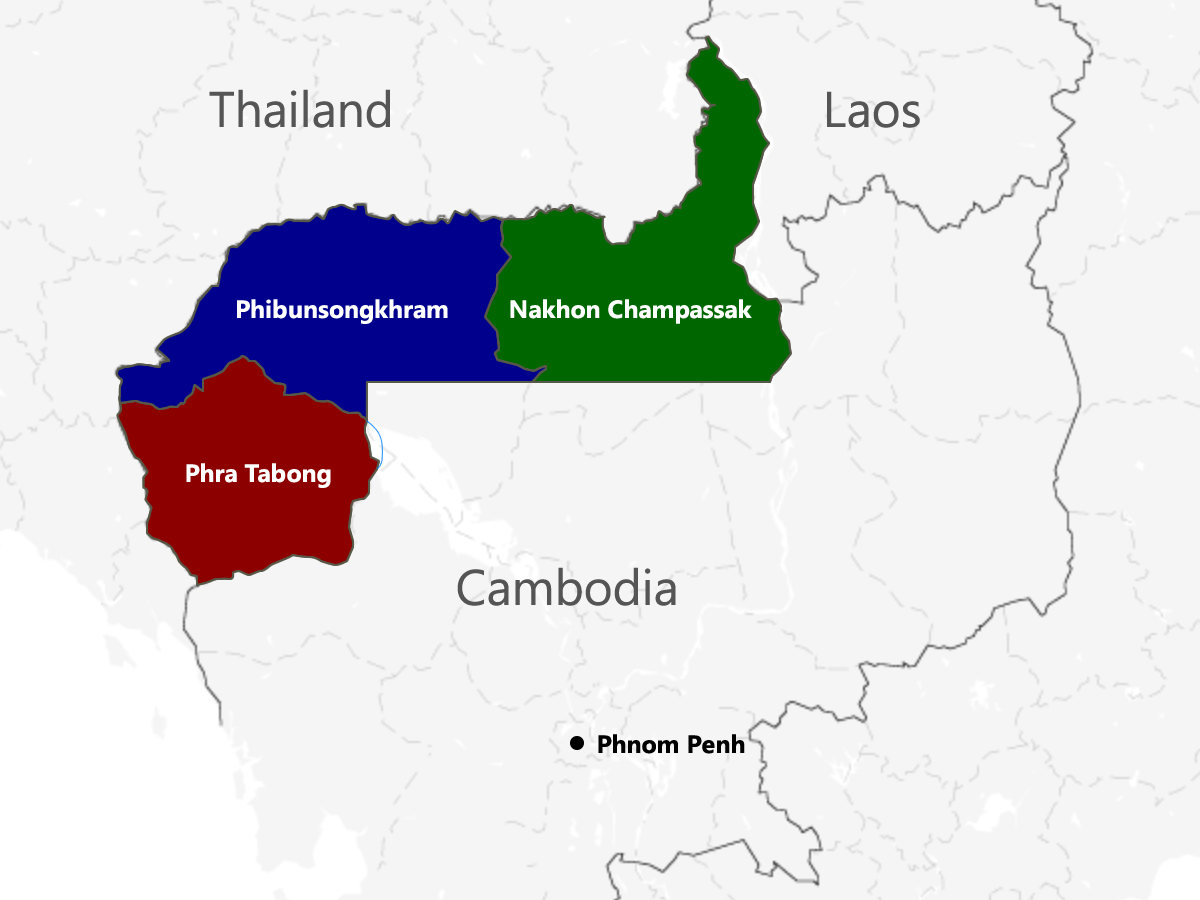
Les territoires annexés dans les années 1940 par la Thaïlande.

Durant la Seconde Guerre mondiale, profitant de la défaite de la France face à l'Allemagne, la Thaïlande récupère, par la convention de Tokyo de 1941, les provinces qu’elle avait perdues au début du XXe siècle. Même si par les accords de Washington de 1946 elle doit les rendre, cela montre qu’elle n’a en rien abandonné l’espoir de retrouver un jour le terrain perdu sur les puissances coloniales.
En 1953, après l’indépendance du Cambodge et le départ des Français, l’armée thaïe investit le site de Preah Vihear. Le Cambodge proteste, et le problème devient politiquement sensible dans les deux pays. Les relations diplomatiques se tendent et des menaces d’interventions militaires sont évoquées dans les deux camps. En 1959, le Cambodge porte l’affaire devant la cour internationale de La Haye, qui le 15 juin 1962, décide par 9 voix contre 3 que le temple appartient au Cambodge. La Thaïlande réagit avec véhémence et des manifestations de masse sont organisées dans tous le pays contre la décision. Finalement, Bangkok accepte de mauvaise grâce d’abandonner le site,.
En 1979, avec l’offensive vietnamienne au Cambodge, la frontière devient une zone de combats pour les vingt années suivantes. Le côté thaïlandais se parsème de camps de réfugiés et de zones de repli pour les combattants du Gouvernement de Coalition du Kampuchéa Démocratique (en) opposés aux Bộ đội et à leurs alliés de la république populaire du Kampuchéa. Pour mettre fin à ces incursions, les autorités de Hanoï décident en 1984 l’édification d’une ligne de défense longeant les 800 kilomètres de la frontière. Le projet, baptisé K5, plus connu sous le nom de « mur de bambou (en) », mobilisera entre 140 000 et 180 000 Cambodgiens, mais devant son coût humain, le projet devra être abandonné en 1986.
Le litige de Preah Vihear refait surface en 2008, quand le Cambodge fait inscrire le temple au patrimoine mondial. Le premier ministre thaïlandais Samak Sundaravej qui avait dans un premier temps accepté l’homologation doit faire machine arrière devant la fureur de son opinion publique et contester la souveraineté d’une partie du site enregistré. La crise dégénérera en une série de démonstrations de force entre les armées des deux pays, jusqu’en 2013, date d’un nouveau jugement de la cour internationale de justice qui confirme les droits du Cambodge.
Le 28 mai 2025 des tirs sont échangés et font un mort.
Un assaut militaire cambodgien a également eu lieu le jeudi 24 juillet 2025 contre la Thaïlande qui a répliqué avec une attaque aérienne mené par des avions de chasse F16, faisant 12 morts. il s'agit de l'escalade militaire la plus importante entre les deux pays depuis 15 ans.

## Points de passage

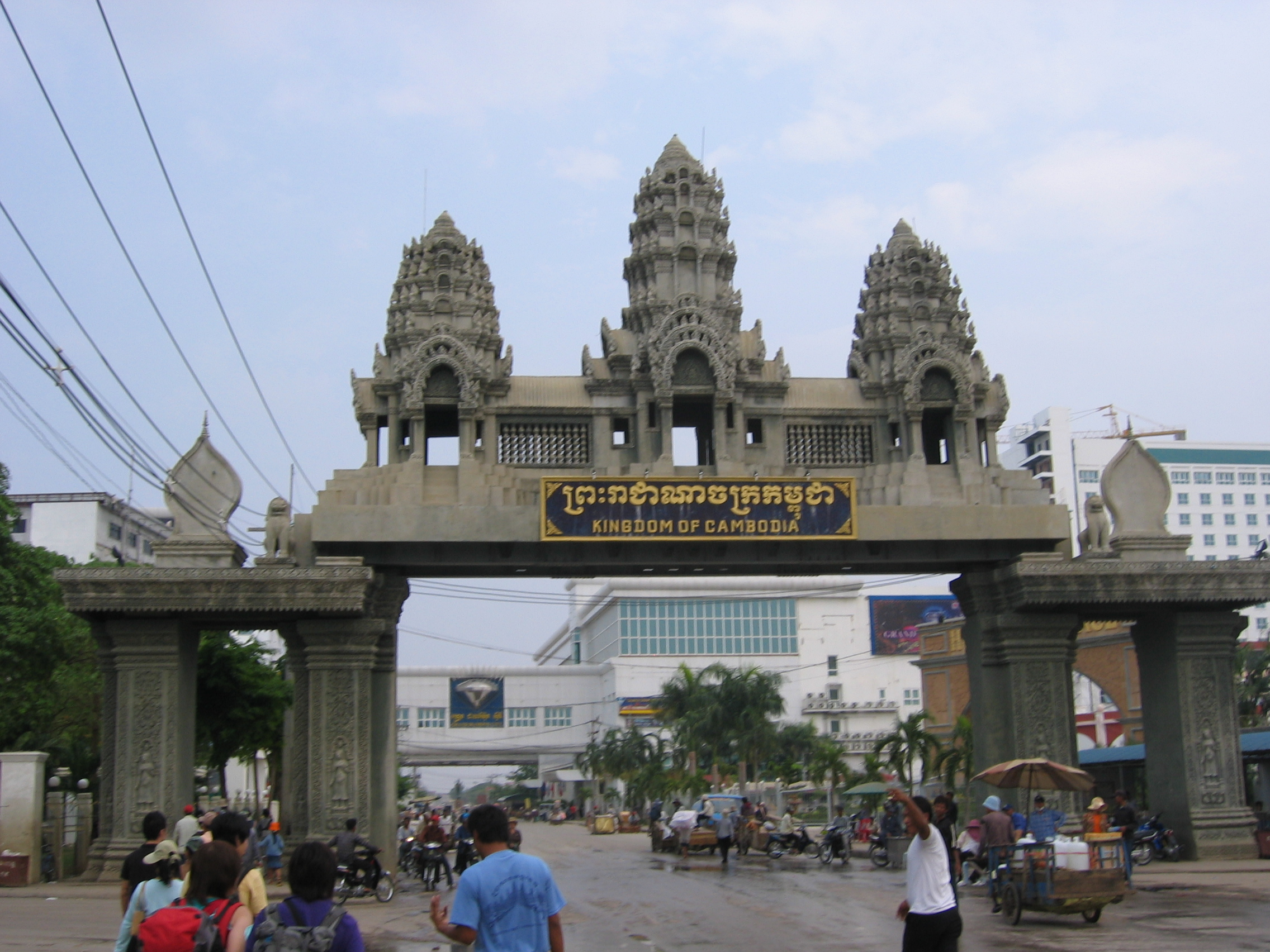
Poste frontière cambodgien de Poipet.

Le principal poste-frontière se situe à proximité de la ville cambodgienne de Poipet et de la ville thaïlandaise de Ban Klong Luk.
| No | Cambodge | Cambodge                                       | Thaïlande                    | Thaïlande                                        |
| No | Route    | Poste de frontière                             | Route                        | Poste de frontière                               |
| -- | -------- | ---------------------------------------------- | ---------------------------- | ------------------------------------------------ |
| 1  | 66       | Choam, Anlong Veng District, Oddar Meanchey    | 2201                         | Chong Sa-ngam, Phu Sing District, Sisaket        |
| 2  | 68       | O Smach, Samraong Municipality, Oddar Meanchey | 214                          | Chong Chom, Kap Choeng District, Surin           |
| 3  | 5        | Poipet, Poipet Municipality, Banteay Meanchey  | 33                           | Ban Klong Luk, Aranyaprathet District, Sa Kaeo   |
| 4  | 57B      | Phnom Dei, Sampov Loun District, Battambang    | 4058                         | Ban Khao Din, Khlong Hat District, Sa Kaeo       |
| 5  | 4033     | Daung, Kamrieng District, Battambang           | 4033                         | Ban Laem, Pong Nam Ron District, Chanthaburi     |
| 6  | 57       | Phsar Prum, Sala Krau District, Pailin         | Khlong Yai- Mueang Prum Road | Ban Phak Kad, Pong Nam Ron District, Chanthaburi |
| 7  | 48       | Cham Yeam, Mondol Seima District, Koh Kong     | 3                            | Ban Hat Lek, Khlong Yai District, Trat           |